# 柴籬神社

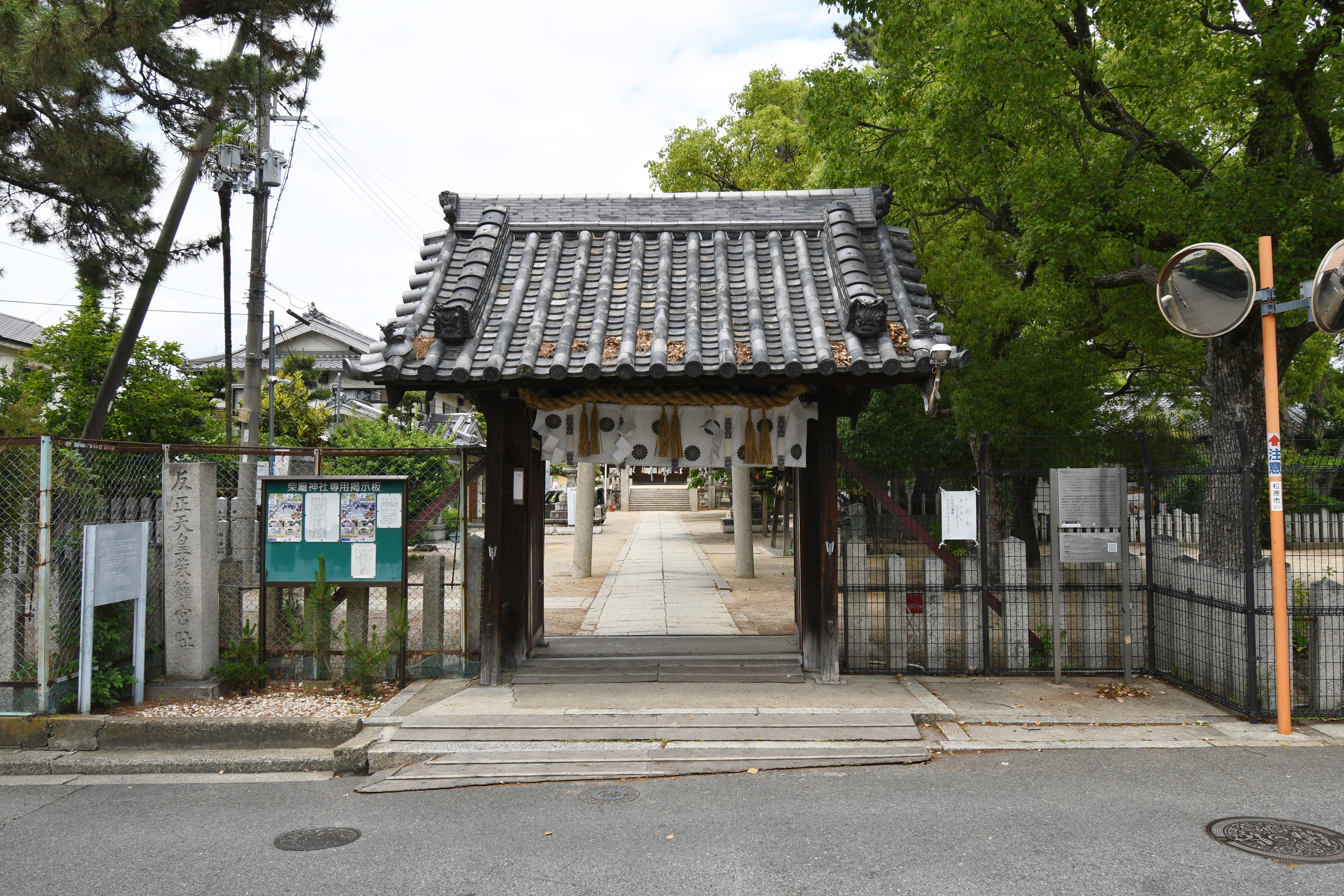
境内入り口

柴籬神社（しばがきじんじゃ）は、大阪府松原市上田にある神社。旧社格は村社。
柴籬神社、布忍神社、我堂八幡宮、屯倉神社、阿保神社（以上松原市）、阿麻美許曽神社（大阪府東住吉区）の6社で「開運松原六社参り」を行っている。

## 祭神
正殿
- 反正天皇 - 別名を瑞歯別命（ミズハワケノミコト）という。

相殿
- 菅原道真
- 依羅宿禰

## 歴史
神社の所在する字反正山（松原市上田）は、18代天皇である反正天皇の都跡（丹比柴籬宮）とされており、神社は仁賢天皇の勅命により5世紀後半に創建されたと伝えられている。なお、大和王朝の宮が初めて河内に初めておかれたとされている。
元禄の古文書によると、永禄年間に観念寺の秀盛が開基したとされる。江戸時代には広庭神社と称し、広場山観念寺と呼ばれる神宮寺があったが、慶長年間に火事でなくなり、寛永年間に観念寺の住持二世である覚夢が再興した。
1872年（明治5年）に村社として列せられ、明治41年には新饌幣帛科供進社に指定された。
現在の本殿は1977年（昭和52年）の再建であるが、幣殿・拝殿は寛永期のものである。現在は反正天皇の「瑞歯別尊」と呼ばれた美しい歯並びの伝承により、歯の神様として信仰されている。
なお、境内地は上田町遺跡（うえだちょういせき）に含まれており、古墳時代の竪穴建物跡、土器、埴輪が確認されている。

## 境内

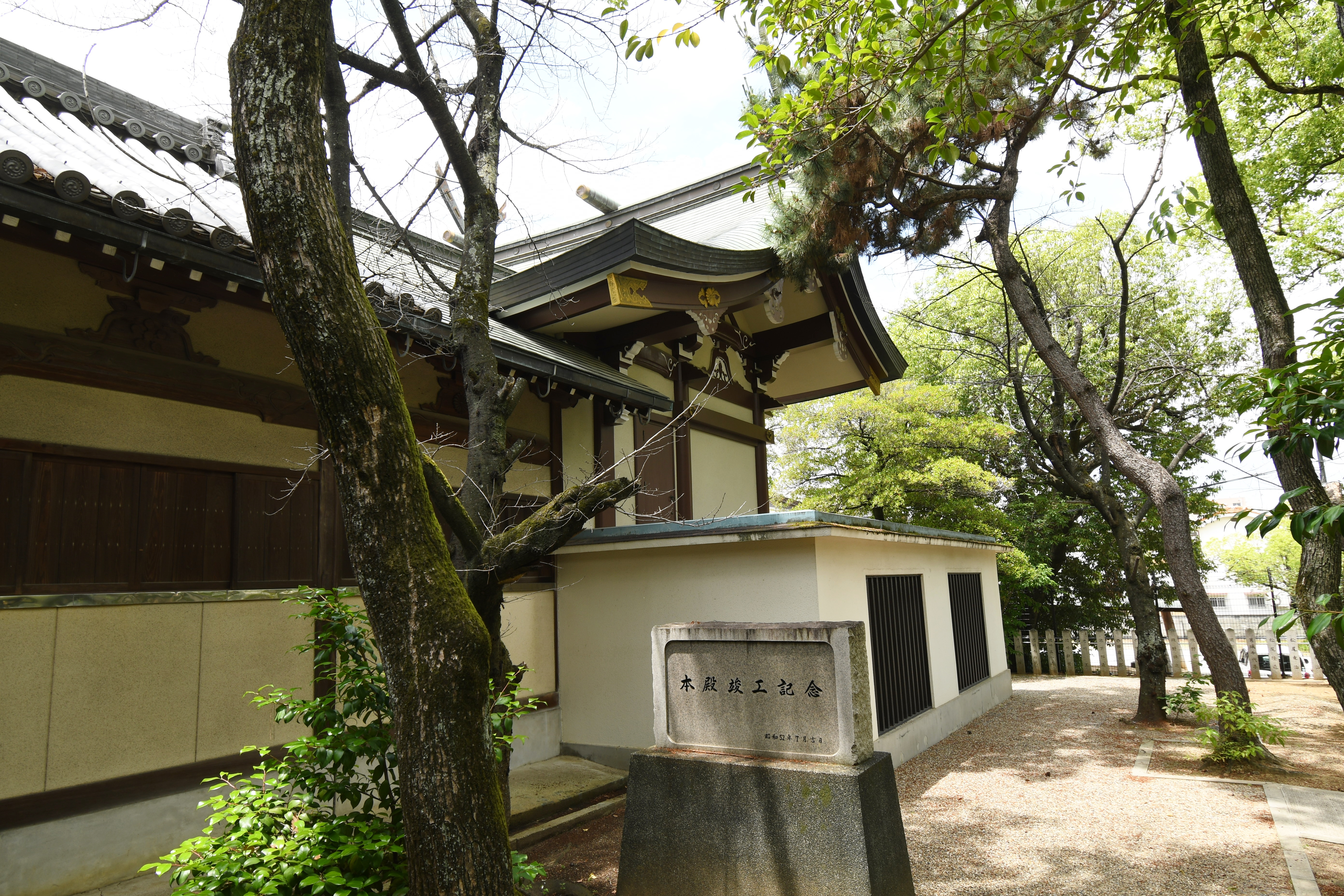
本殿
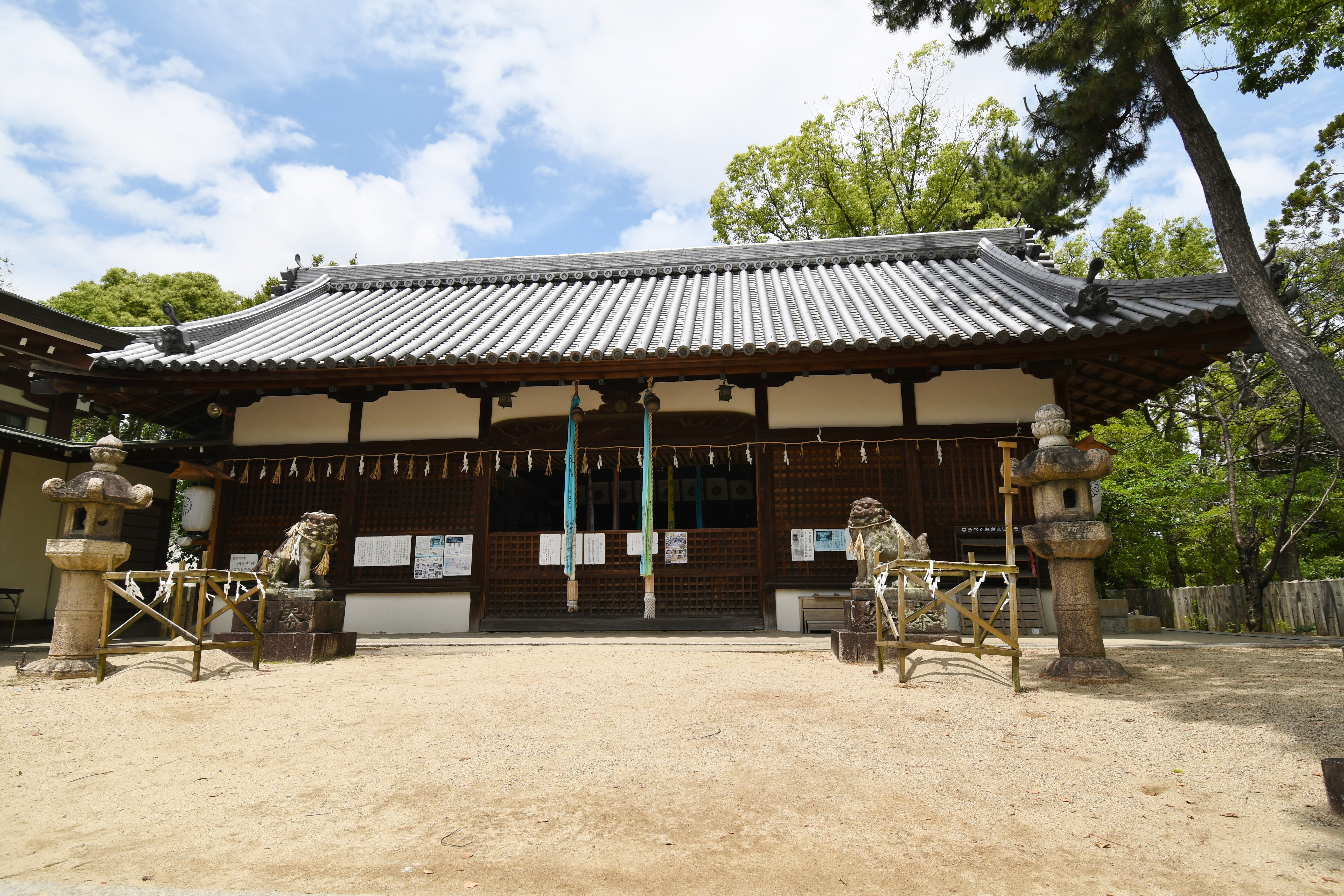
拝殿
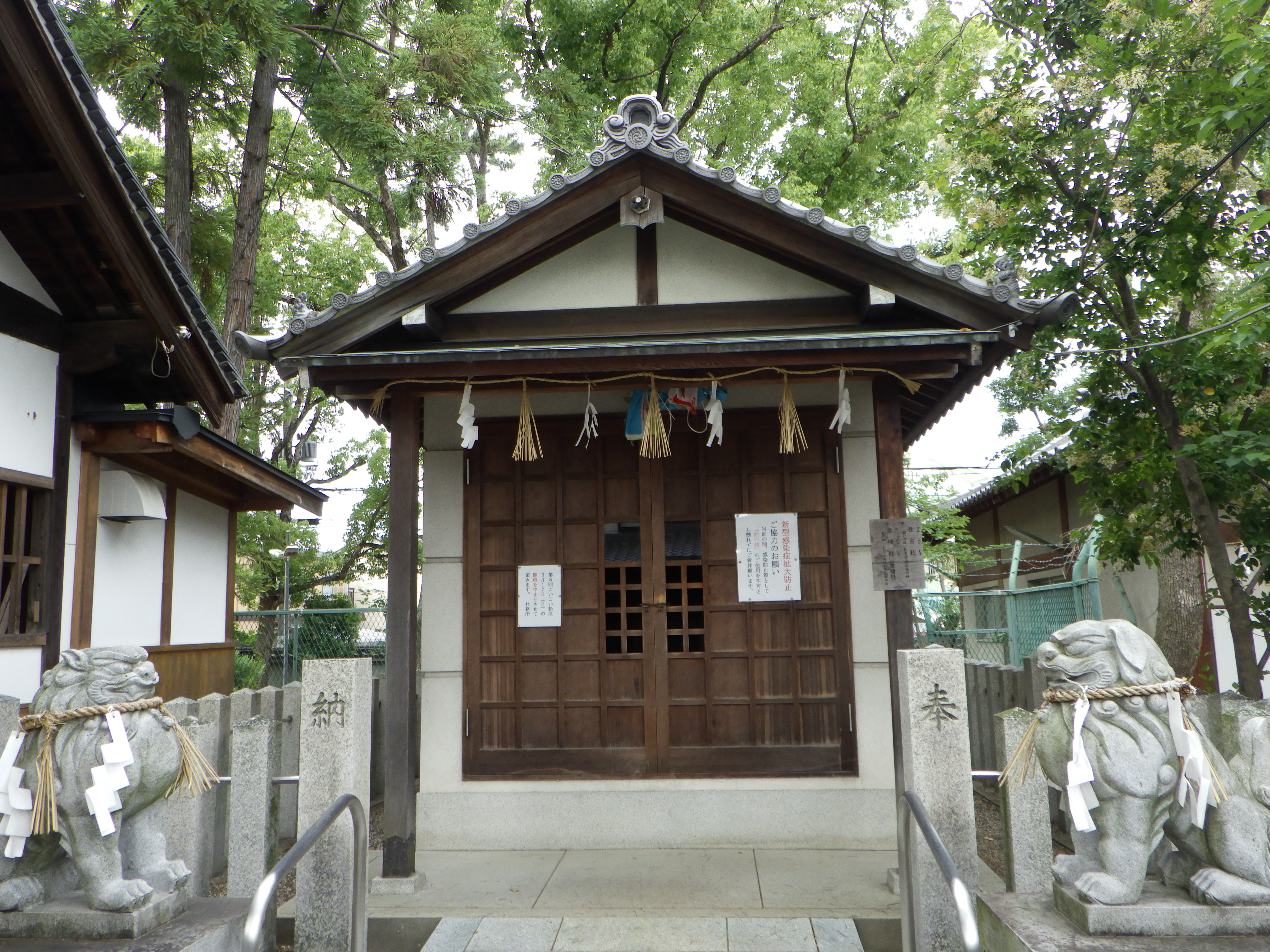
歯神社
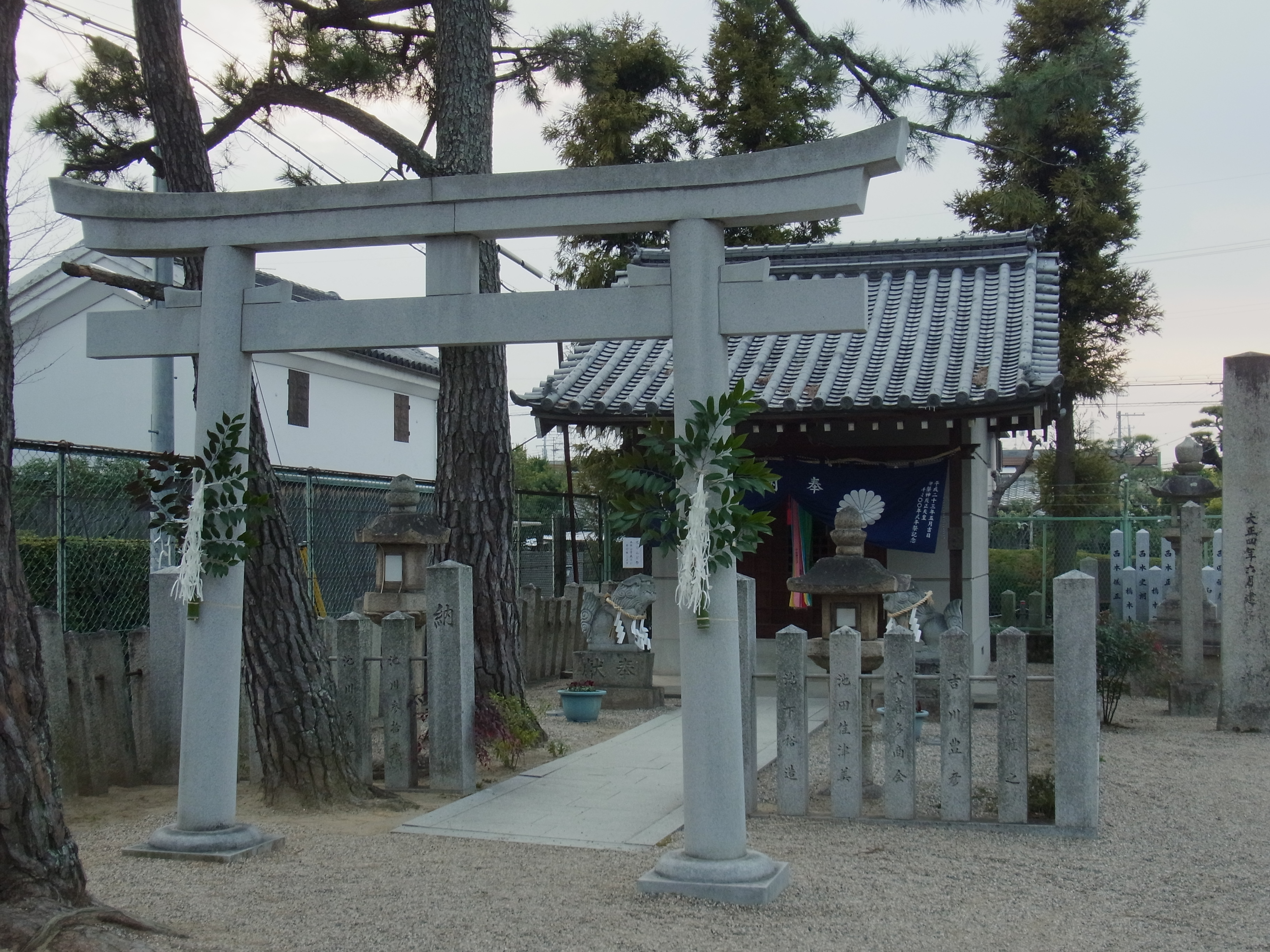
大歳社
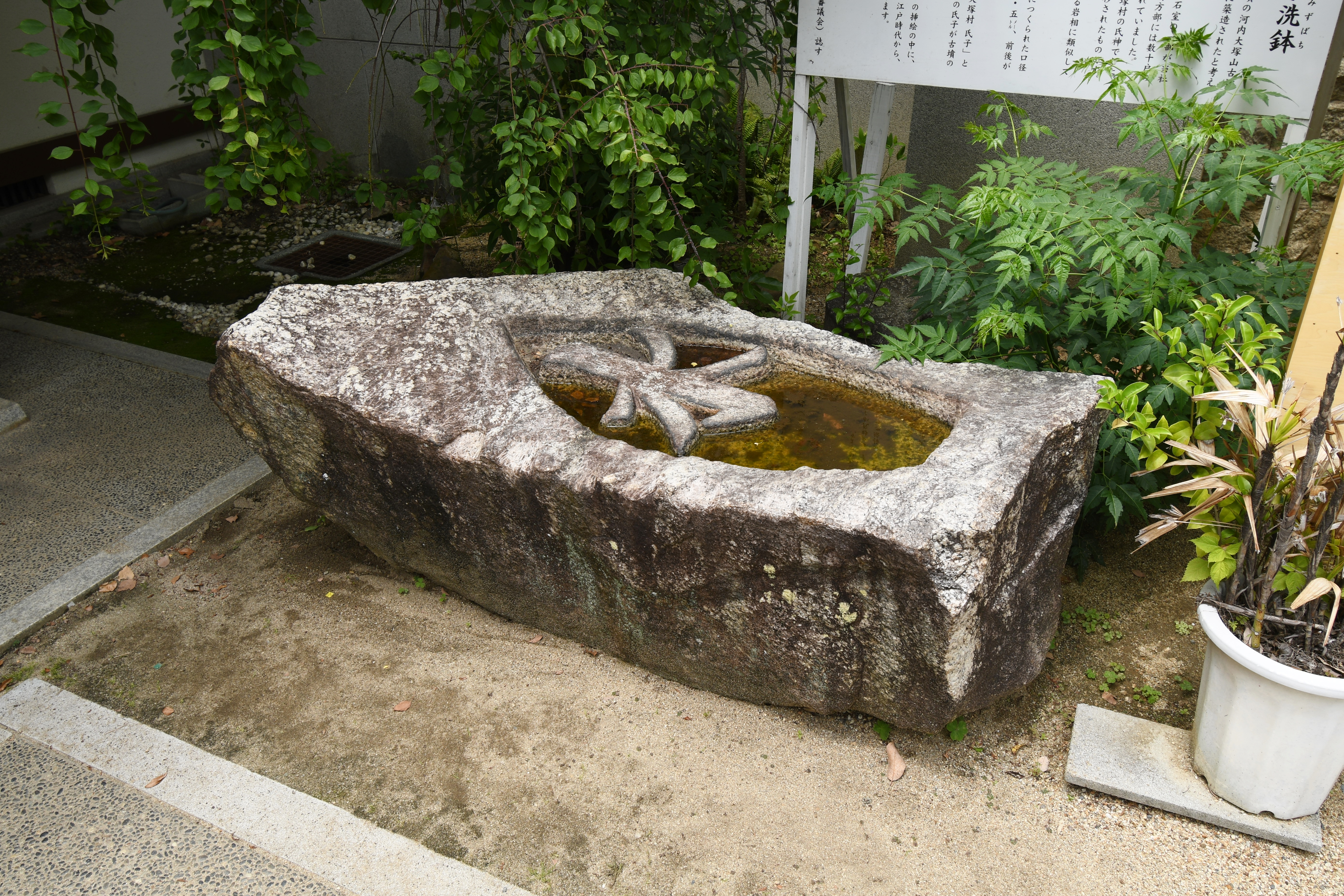
河内大塚山古墳石室材の手洗鉢
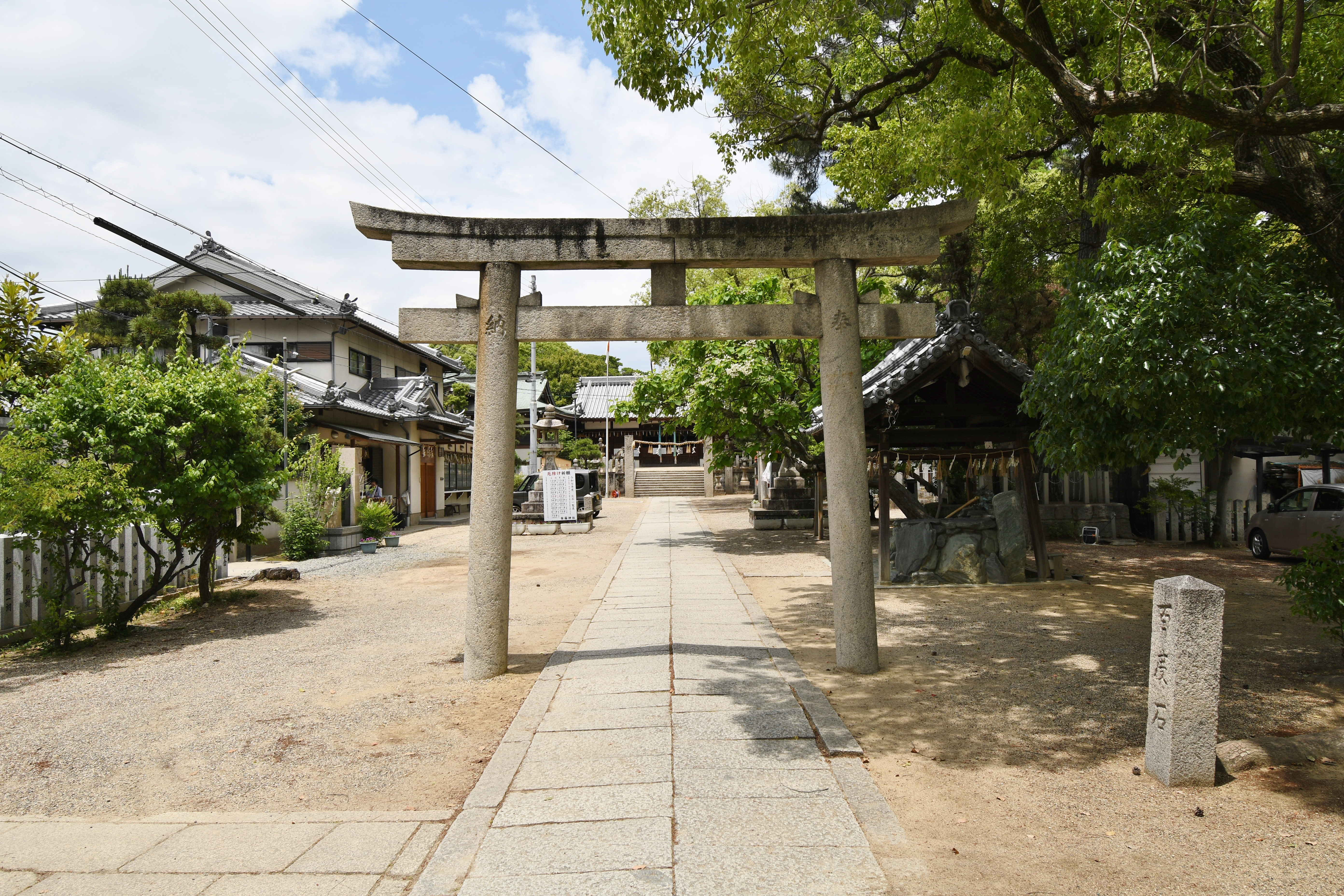
境内鳥居
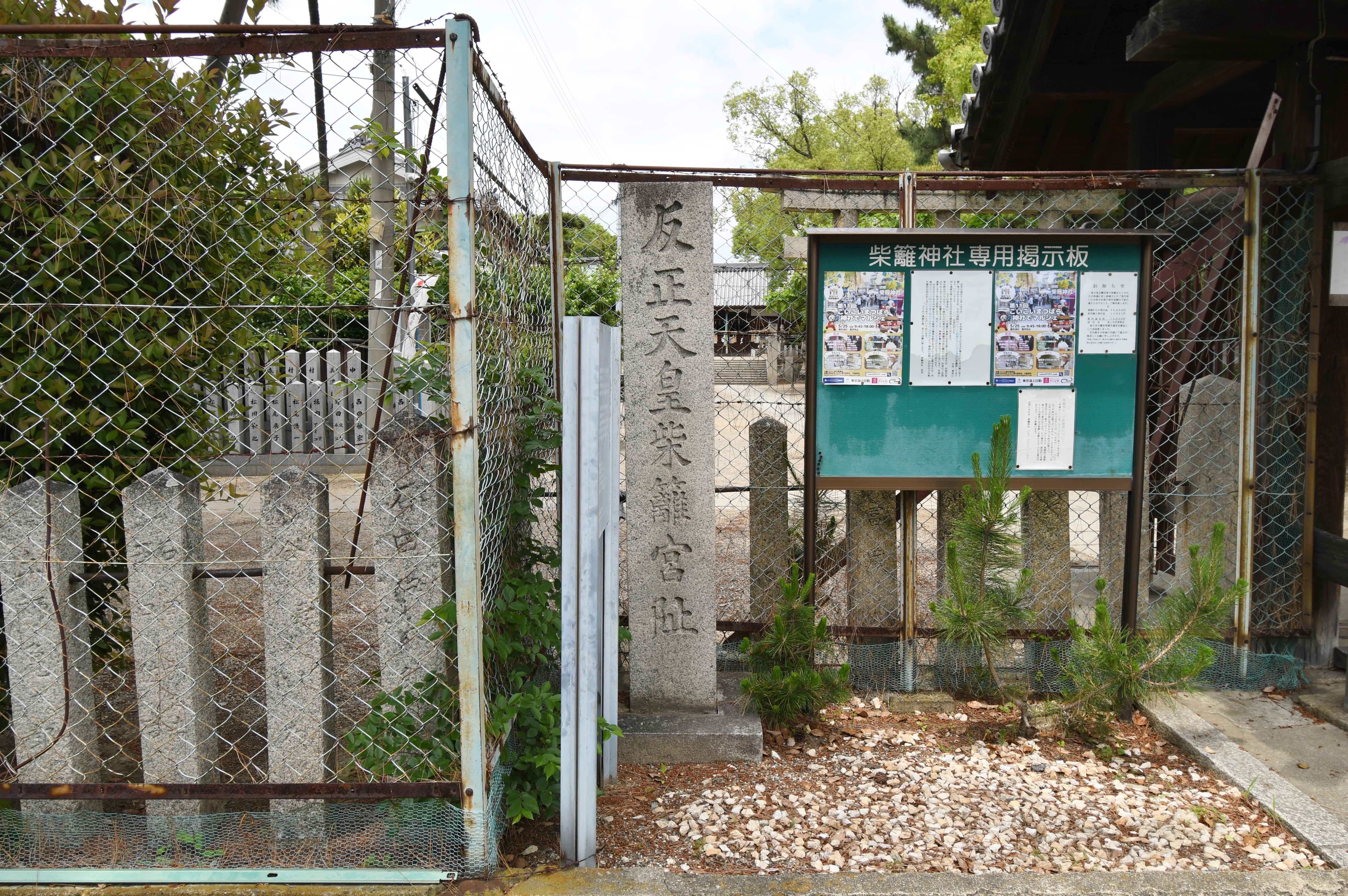
反正天皇柴籬宮阯碑

## 現地情報
所在地
- 大阪府松原市上田7丁目12番22号

交通アクセス
- 鉄道：近鉄南大阪線 河内松原駅（南へ徒歩約10分）